# Francesco Bagnaia
Francesco Bagnaia (Turim, 14 de janeiro de 1997) é um motociclista italiano, atualmente compete na MotoGP™ pela Ducati Lenovo Team.
Foi campeão da MotoGP em 2022 e em 2023 pela equipe oficial da Ducati . Ele é o primeiro piloto da academia de pilotos VR46 a vencer um título mundial na categoria rainha da MotoGP. 

## Carreira

### Início de carreira
Nascido em Turim (Torino), Itália, Bagnaia teve sucesso desde cedo em Minimoto, ao vencer o campeonato europeu de MiniGP em 2009. Bagnaia estreou-se no campeonato do Mediterrâneo pré-GP 125 com a equipa Monlau Competición em 2010 e terminou em 2º no campeonato. Em 2011 ele participou do Campeonato Espanhol na categoria 125cc, vencendo uma corrida e terminando em terceiro na classificação final. Na temporada de 2012 da CEV Moto3 rodou com uma Honda NSF250R e mais uma vez terminou em 3º no campeonato atrás de Álex Márquez e Luca Amato, com uma vitória e dois 2ºs lugares em sete corridas. Bagnaia foi recrutado para ser membro da academia de pilotos VR46, e ainda faz parte da academia até hoje.

### Moto3

#### San Carlo Team Italia (2013)
Bagnaia estreou-se no Campeonato do Mundo em Moto3 em 2013, com a Team Italia FMI a pilotar uma Honda ao lado do seu companheiro de equipa Romano Fenati. A temporada foi um ano decepcionante para Bagnaia, pois não conseguiu um único ponto nas 17 corridas em que participou. Sua melhor corrida foi um 16º lugar em Sepang.

#### SKY Racing Team VR46 (2014)
Em 2014, Bagnaia trocou de equipa para se juntar à recém-formada Sky Racing Team by VR46, pilotando uma KTM com Romano Fenati novamente. Depois de não pontuar na sua temporada de estreia, a prestação de Bagnaia melhorou claramente, terminando cinco vezes entre os 10 primeiros nas 7 primeiras corridas, com um 4º lugar em Le Mans como seu melhor resultado, onde também estabeleceu a volta mais rápida da prova. Bagnaia falhou as corridas em Assen e Sachsenring devido a lesão. Depois de marcar 42 pontos nas primeiras 7 corridas da campanha, Bagnaia caiu muito durante a segunda parte da temporada, terminando nos pontos apenas duas vezes nas últimas 9 corridas, claramente afetado pela sua lesão. Ele terminou a temporada na 16ª posição com 50 pontos.

#### Mapfre Team Mahindra Moto3 (2015)
Em 2015, Bagnaia fez outra mudança de equipa e moto, desta vez juntando-se à Aspar Team numa Mahindra, com novos companheiros de equipa sendo Juanfran Guevara e Jorge Martín. Na quinta corrida da temporada, em França, Bagnaia conseguiu seu primeiro pódio em Le Mans, terminando a corrida em 3º lugar atrás de Romano Fenati e Enea Bastianini. Na corrida seguinte em Mugello Bagnaia terminou em 4º, falhando o pódio por 0,003 segundos. Ele esteve perto de conseguir outro pódio em Silverstone, mas caiu a 2 voltas do final, lutando com Niccolò Antonelli pelo 3º lugar. Apesar de ter melhorado a sua posição no campeonato em dois lugares e ter ganho mais 26 pontos do que no ano anterior com uma nova moto pela terceira temporada consecutiva, desta vez uma Mahindra, ainda assim foi um ano de altos e baixos para ele. Bagnaia só terminou no top 10 em cinco corridas. Ele também falhou os pontos em sete corridas, não classificado em cinco delas. Ele terminou o ano em 14º lugar na classificação do campeonato, com 76 pontos.

#### Pull & Bear Aspar Mahindra Team (2016)
Em 2016, Bagnaia começou a temporada com um pódio em Losail e outro pódio em Jerez, terminando em 3º em ambas as ocasiões. Na sua corrida em casa em Itália, Bagnaia garantiu mais um 3º lugar, batendo Niccolò Antonelli por 0,006 segundos. Seguiu-se um acidente em Barcelona, e logo depois Bagnaia garantiu sua primeira vitória no Grande Prémio no histórico circuito de Assen, na sua 59ª corrida de Moto3, e a primeira vitória da história da Mahindra também. Ele teve quatro pódios nas primeiras oito corridas da temporada e se viu lutando pelo título. Depois de duas corridas medianas e uma queda em Brno, Bagnaia conseguiu sua primeira pole position em Silverstone, afetada pela chuva, e terminou em segundo atrás de Brad Binder numa corrida emocionante. Bagnaia venceu sua segunda corrida da temporada em Sepang, vencendo a corrida confortavelmente com uma grande diferença depois que Brad Binder, Joan Mir e Lorenzo Dalla Porta caíram na mesma curva durante o início da corrida, que foi repleta de várias quedas. Ele terminou a temporada com 145 pontos na 4ª posição no Campeonato de Moto3 com um total de 2 vitórias e 6 pódios. Bagnaia teve a oportunidade de terminar em 2º no Campeonato do Mundo atrás de Brad Binder, mas foi colocado fora de prova em Phillip Island e Valência por Gabriel Rodrigo. Rodrigo empurrou Fabio Di Giannantonio na Austrália, que desceu e pegou Bagnaia com ele. Em Valência Rodrigo sofreu uma queda na primeira volta ao aproximar-se da última curva, Bagnaia não conseguiu evitar.

### Moto2
SKY Racing Team VR46 (2017–2018)

#### 2017
Após 4 temporadas na categoria Moto3, Bagnaia passou para a Moto2 com a Sky Racing Team VR46, onde tinha rodado pela última vez em 2014. Para o Campeonato do Mundo de Moto2 de 2017, teria Stefano Manzi como companheiro de equipa. Logo na sua quarta corrida de Moto2 em Jerez Bagnaia terminou em 2º. Ele terminou em 2º na corrida seguinte também em Le Mans depois de se qualificar em 2º lugar, perdendo a pole position para Thomas Lüthi por apenas 0,026 segundos. Bagnaia subiu ao terceiro pódio em Sachsenring, terminando em 3º atrás de Franco Morbidelli e Miguel Oliveira. Em Misano Bagnaia terminou a corrida originalmente em 4º atrás de Dominique Aegerter, Thomas Lüthi e Hafizh Syahrin, no entanto Aegerter foi posteriormente desqualificado, promovendo-o ao 3º lugar no seu quarto pódio da temporada. Ele foi coroado o Rookie do ano em Moto2 após o Grande Prémio do Japão em Motegi, e terminou sua temporada de estreia com 174 pontos para terminar em 5º na classificação do campeonato, marcando pontos em 16 das 18 corridas.

#### 2018
Bagnaia abriu a temporada com uma vitória no Qatar, tendo liderado a prova do início ao fim. Bagnaia conquistou a segunda vitória em Austin depois de uma luta dura com Álex Márquez vencendo a corrida com uma diferença de 2,4 segundos e também estabelecendo a volta mais rápida da corrida. Em Jerez Bagnaia terminou em 3º atrás de Lorenzo Baldassarri e Miguel Oliveira mantendo a sua posição na grelha de partida. Bagnaia conquistou a sua primeira pole position na Moto2 em Le Mans e, tal como a corrida no Qatar, liderou do início ao fim. A vitória também foi seu 3º pódio em Le Mans desde 2015. Bagnaia conquistou a 4ª vitória em Assen, largando a corrida da pole position e liderando toda a corrida. Depois de se qualificar em 3º da grelha em Sachsenring, Bagnaia terminou a corrida em 12º, tendo sido forçado a sair da pista depois de Mattia Pasini, que caiu à sua frente na última curva da segunda volta, e apesar de ter caído na 26º, conquistou quatorze lugares em duas voltas, incluindo a ultrapassagem de Álex Márquez na última curva da última volta. Em Brno Bagnaia terminou em terceiro e perdeu a liderança do campeonato para Oliveira, mas rapidamente retomou a liderança do campeonato na Áustria, vencendo sua 5ª corrida da temporada. Bagnaia venceu sua sexta corrida da temporada em Misano da pole position. Ele conquistou o 5º pódio consecutivo em Buriram, vencendo a corrida com seu companheiro de equipa Luca Marini em segundo lugar. Conquistou a sua 8ª vitória da temporada em Motegi depois de Fabio Quartararo, que inicialmente venceu a corrida, ter sido desclassificado devido à baixa pressão dos pneus. Depois de terminar em 3º em Sepang foi coroado Campeão do Mundo de Moto2 com o seu 12º pódio da temporada, com o seu companheiro de equipa Luca Marini a conquistar também a sua primeira vitória de Moto2, o seu 5º pódio da campanha.
Bagnaia terminou todas as corridas de Moto2 em que participou, 36 no total. Ele marcou pontos em 34 deles e estava em uma sequência de 30 pontos, começando em Barcelona em 2017. A sequência terminou quando ele se aposentou de sua primeira corrida de MotoGP em Losail.

### MotoGP
Pramac Racing (2019–2020)

#### 2019
Depois de duas temporadas no campeonato da categoria Moto2, Bagnaia foi promovido para participar do Campeonato Mundial de MotoGP de 2019 com a Pramac Ducati. A Pramac ofereceu-lhe um lugar na categoria máxima em 2018 após sua impressionante temporada de estreia em 2017, onde conquistou quatro pódios e terminou em 5º no campeonato atrás de Franco Morbidelli, Thomas Luthi, Miguel Oliveira e Álex Márquez, mas Bagnaia decidiu ficar para tentar conquistar o título em Moto2 na época seguinte. Ele substituiu o colega italiano Danilo Petrucci, que foi para a equipa de fábrica da Ducati, substituindo o tricampeão do mundo de MotoGP Jorge Lorenzo, que por sua vez ocupou o lugar deixado vago na Repsol Honda por Dani Pedrosa depois que ele decidiu se retirar após 13 temporadas no MotoGP, tornando-se um piloto de testes oficial da KTM.
Depois de não pontuar no Qatar, onde desistiu da corrida devido a uma asa dianteira danificada, Bagnaia conquistou os dois primeiros pontos no Campeonato do Mundo de MotoGP com um 14º lugar na Argentina, tendo largado da 17ª posição da grelha. Bagnaia terminou em 9º em Austin, obtendo posições depois de Marc Márquez e Cal Crutchlow terem caído na corrida em acidentes separados, e Maverick Vinales e Joan Mir foram penalizados devido a falsas partidas. Antes da quarta corrida em Jerez Bagnaia teve três pódios consecutivos, começando na temporada de Moto3 de 2016. Ele se classificou em 10º na grelha de partida, mas caiu na sexta volta, lutando com Pol Espargaró. Em Le Mans, onde Bagnaia venceu a corrida de Moto2 em 2018, ele caiu na sexta volta após um incidente com Maverick Vinales. Na corrida seguinte em Mugello, o seu Grande Prémio caseiro, Bagnaia teve um sólido início de fim-de-semana. Ele liderou a segunda sessão de treinos livres para depois se qualificar em 8º na grelha de partida. No entanto, ele caiu na última curva na 11ª volta enquanto estava em 7º lugar. Foi a primeira vez na carreira de Bagnaia que ele não conseguiu terminar três corridas seguidas, todas com quedas. Na Áustria Bagnaia teve o seu melhor fim-de-semana de corrida desde a Moto2, tanto na qualificação, avançando para a Q2 e largando em 5º da grelha, como no ritmo de corrida, conseguindo cruzar a meta em 7º. Em Phillip Island Bagnaia terminou a corrida em 4º lugar, o seu melhor resultado da temporada, perdendo o pódio por apenas 0,055 segundos para o seu companheiro de equipa na Ducati Jack Miller. Bagnaia terminou sua temporada de estreia na categoria rainha com 54 pontos, colocando-o em 15º na classificação do campeonato. Ele falhou a corrida final em Valência devido a lesão.

#### 2020
Para a temporada 2020, Bagnaia recebeu uma Ducati Desmosedici GP20, a mesma de seu companheiro de equipa, Jack Miller. No entanto, numa temporada que foi muito afetada por corridas constantemente adiadas ou canceladas devido à pandemia de COVID-19, a primeira corrida de MotoGP só se realizou a 19 de julho em Jerez, (com a primeira corrida programada em Losail sendo cancelada para a classe rainha). Apesar disso, Bagnaia teve um primeiro fim de semana forte, classificando-se em 4º e terminando a corrida na 7ª posição. Na corrida seguinte, realizada também em Jerez, Bagnaia foi ainda mais forte que a anterior, classificando-se na primeira linha da grelha em 3º lugar. Infelizmente na volta 19, faltando 6 voltas para o final, quando seguia no 2º lugar e a caminho do pódio inaugural, ele teve que abandonar devido a falha de motor. O fim de semana seguinte de corrida em Brno Bagnaia caiu durante o TL1, quebrando a perna perdendo o resto do fim de semana e as duas corridas seguintes, sendo substituído por Michele Pirro. Ele voltou para sua corrida em casa, em Misano, onde conquistou seu primeiro pódio de sua carreira de MotoGP, com um segundo lugar atrás de Franco Morbidelli, também membro da Academia VR46. Ele caiu um pouco depois de seu primeiro pódio, no entanto, marcando apenas 8 pontos nas últimas seis corridas, terminando a temporada em 16º lugar, com 47 pontos.
Ducati Lenovo Team (2021–presente)

#### 2021
Para 2021, Bagnaia passou para a equipa de fábrica da Ducati, juntamente com o ex-companheiro de equipa Jack Miller. Começou bem a temporada, qualificando-se para a pole position à frente do companheiro de equipa Miller e dos pilotos de fábrica da Yamaha Fabio Quartararo e Maverick Vinales, na abertura da temporada em Losail. Isso marcou sua primeira pole position na carreira na MotoGP, e mais tarde ele terminaria a corrida em 3º. Na segunda corrida no Qatar, Bagnaia terminou em 6º lugar. Em Portimão, Bagnaia conquistou inicialmente a pole position durante a qualificação, mas o seu tempo de volta foi anulado devido à queda de Miguel Oliveira e bandeira amarela, o que fez com que Bagnaia largasse em 11º. Durante a corrida, Bagnaia trabalhou para terminar em 2º lugar atrás de Fabio Quartararo depois que Jack Miller, Alex Rins e Johann Zarco caíram. Também terminou em 2º no fim de semana seguinte em Jerez, somando três pódios em quatro corridas. No meio da temporada ele marcou pontos regulares, antes de ter outro 2º lugar na Áustria. Bagnaia conquistou sua primeira vitória na categoria rainha em Aragão, onde estabeleceu o recorde de todos os tempos na qualificação, e liderou toda a corrida partindo da pole, defendendo com sucesso sete ultrapassagens de Marc Márquez durante as etapas finais da corrida. Bagnaia conseguiu repetir esta conquista no fim de semana seguinte em Rimini; ele quebrou o recorde da volta para conquistar a pole e liderou toda a corrida para conquistar sua segunda vitória na carreira no MotoGP. Bagnaia garantiu sua terceira pole consecutiva em Austin, e terminou a corrida em terceiro, reduzindo a liderança do campeonato de Fabio Quartararo para 52 pontos, faltando três corridas. Em Misano, Bagnaia continuaria sua incrível sequência de sucessos, conquistando a pole position, marcando a volta mais rápida da corrida, antes de cair da liderança a 5 voltas do final, garantindo o título para Fabio Quartararo. Isso não deteve Bagnaia no entanto, garantindo a quinta pole position consecutiva em Portimão, algo que só foi feito na categoria rainha após a mudança de regra das 1000cc por Marc Márquez em 2014, e Fabio Quartararo no início desta temporada. Venceu a corrida em Portimão, bem como a temporada mais próxima em Valência, terminando em segundo no campeonato, com 252 pontos, 26 pontos atrás do Campeão do Mundo Fabio Quartararo.

## Estatísticas

### CEV Moto3
(legenda) (Corridas a negrito indicam pole position, corridas em itálico indicam volta mais rápida)
| Ano  | Moto  | 1     | 2     | 3       | 4     | 5        | 6      | 7       | Pos | Pts |
| ---- | ----- | ----- | ----- | ------- | ----- | -------- | ------ | ------- | --- | --- |
| 2012 | Honda | JER 8 | NAV 2 | ARA Ret | CAT 1 | ALB1 Ret | ALB2 2 | VAL Ret | 3º  | 73  |

### Campeonato do Mundo

#### Por ano
| Ano   | Classe | Moto      | Equipa                          | Nº    | Corrida | V  | Podium | Pole | FLap | Pts  | Pos | WCh |
| ----- | ------ | --------- | ------------------------------- | ----- | ------- | -- | ------ | ---- | ---- | ---- | --- | --- |
| 2013  | Moto3  | FTR Honda | San Carlo Team Italia           | 4     | 17      | 0  | 0      | 0    | 0    | 0    | NC  | –   |
| 2014  | Moto3  | KTM       | Sky Racing Team VR46            | 21    | 16      | 0  | 0      | 0    | 1    | 50   | 16º | –   |
| 2015  | Moto3  | Mahindra  | MAPFRE Team MAHINDRA Moto3      | 21    | 18      | 0  | 1      | 0    | 1    | 76   | 14º | –   |
| 2016  | Moto3  | Mahindra  | Pull & Bear Aspar Mahindra Team | 21    | 18      | 2  | 6      | 1    | 0    | 145  | 4º  | –   |
| 2017  | Moto2  | Kalex     | Sky Racing Team VR46            | 42    | 18      | 0  | 4      | 0    | 0    | 174  | 5º  | –   |
| 2018  | Moto2  | Kalex     | Sky Racing Team VR46            | 42    | 18      | 8  | 12     | 6    | 3    | 306  | 1º  | 1   |
| 2019  | MotoGP | Ducati    | Pramac Racing                   | 63    | 18      | 0  | 0      | 0    | 0    | 54   | 15º | –   |
| 2020  | MotoGP | Ducati    | Pramac Racing                   | 63    | 11      | 0  | 1      | 0    | 2    | 47   | 16º | –   |
| 2021  | MotoGP | Ducati    | Ducati Lenovo Team              | 63    | 18      | 4  | 9      | 6    | 4    | 252  | 2º  | –   |
| Total | Total  | Total     | Total                           | Total | 152     | 14 | 33     | 13   | 11   | 1104 |     | 1   |

#### Por categoria
| Categoria | Anos          | 1º GP         | 1º Pod          | 1ª Vit        | Corrida | Vit | Podiums | Pole | FLap | Pts  | WChmp |
| --------- | ------------- | ------------- | --------------- | ------------- | ------- | --- | ------- | ---- | ---- | ---- | ----- |
| Moto3     | 2013–2016     | Qatar 2013    | França 2015     | Assen 2016    | 69      | 2   | 7       | 1    | 2    | 271  | 0     |
| Moto2     | 2017–2018     | Qatar 2017    | Espanha 2017    | Qatar 2018    | 36      | 8   | 16      | 6    | 3    | 480  | 1     |
| MotoGP    | 2019–presente | Qatar 2019    | San Marino 2020 | Aragão 2021   | 47      | 4   | 10      | 6    | 6    | 353  | 0     |
| Total     | 2013–presente | 2013–presente | 2013–presente   | 2013–presente | 152     | 14  | 33      | 13   | 11   | 1104 | 1     |

#### Corridas por ano
(legenda) (Corridas a negrito indicam pole position, corridas em itálico indicam volta mais rápida)
| Ano  | Classe | Moto      | 1       | 2       | 3       | 4       | 5       | 6       | 7       | 8       | 9       | 10      | 11      | 12      | 13      | 14      | 15      | 16      | 17      | 18      | 19      | Pos | Pts |
| ---- | ------ | --------- | ------- | ------- | ------- | ------- | ------- | ------- | ------- | ------- | ------- | ------- | ------- | ------- | ------- | ------- | ------- | ------- | ------- | ------- | ------- | --- | --- |
| 2013 | Moto3  | FTR Honda | QAT 23  | AME 22  | SPA 26  | FRA 20  | ITA 24  | CAT 17  | NED 26  | GER 30  | IND Ret | CZE 28  | GBR Ret | RSM Ret | ARA 17  | MAL 16  | AUS Ret | JPN 20  | VAL Ret |         |         | NC  | 0   |
| 2014 | Moto3  | KTM       | QAT 10  | AME 7   | ARG Ret | SPA 8   | FRA 4   | ITA Ret | CAT 10  | NED DNS | GER DNS | IND Ret | CZE 17  | GBR 21  | RSM Ret | ARA 24  | JPN 13  | AUS 11  | MAL Ret | VAL 16  |         | 16º | 50  |
| 2015 | Moto3  | Mahindra  | QAT 9   | AME Ret | ARG 11  | SPA 7   | FRA 3   | ITA 4   | CAT 20  | NED 11  | GER Ret | IND Ret | CZE 12  | GBR Ret | RSM 8   | ARA 11  | JPN 15  | AUS Ret | MAL 17  | VAL 13  |         | 14º | 76  |
| 2016 | Moto3  | Mahindra  | QAT 3   | ARG 23  | AME 14  | SPA 3   | FRA 12  | ITA 3   | CAT Ret | NED 1   | GER 10  | AUT 11  | CZE Ret | GBR 2   | RSM 21  | ARA 16  | JPN 6   | AUS Ret | MAL 1   | VAL Ret |         | 4º  | 145 |
| 2017 | Moto2  | Kalex     | QAT 12  | ARG 7   | AME 16  | SPA 2   | FRA 2   | ITA 22  | CAT 13  | NED 10  | GER 3   | CZE 7   | AUT 4   | GBR 5   | RSM 3   | ARA 10  | JPN 4   | AUS 12  | MAL 5   | VAL 4   |         | 5º  | 174 |
| 2018 | Moto2  | Kalex     | QAT 1   | ARG 9   | AME 1   | SPA 3   | FRA 1   | ITA 4   | CAT 8   | NED 1   | GER 12  | CZE 3   | AUT 1   | GBR C   | RSM 1   | ARA 2   | THA 1   | JPN 1   | AUS 12  | MAL 3   | VAL 14  | 1º  | 306 |
| 2019 | MotoGP | Ducati    | QAT Ret | ARG 14  | AME 9   | SPA Ret | FRA Ret | ITA Ret | CAT Ret | NED 14  | GER 17  | CZE 12  | AUT 7   | GBR 11  | RSM Ret | ARA 16  | THA 11  | JPN 13  | AUS 4   | MAL 12  | VAL DNS | 15º | 54  |
| 2020 | MotoGP | Ducati    | SPA 7   | AND Ret | CZE DNS | AUT     | STY     | RSM 2   | EMI Ret | CAT 6   | FRA 13  | ARA Ret | TER Ret | EUR Ret | VAL 11  | POR Ret |         |         |         |         |         | 16º | 47  |
| 2021 | MotoGP | Ducati    | QAT 3   | DOH 6   | POR 2   | SPA 2   | FRA 4   | ITA Ret | CAT 7   | GER 5   | NED 6   | STY 11  | AUT 2   | GBR 14  | ARA 1   | RSM 1   | AME 3   | EMI Ret | ALG 1   | VAL 1   |         | 2º  | 252 |